# Elettariopsis
Genre
Classification phylogénétique
Elettariopsis est un genre de plantes de la famille des Zingibéracées. Il contient une trentaine d'espèces d'origine tropicale.
Le nom de ce genre fait référence au genre Elettaria, à qui il ressemble.

## Caractéristiques générales
- Plantes herbacées atteignant 1 mètre de hauteur.

## Liste d'espèces
Selon World Checklist of Selected Plant Families (WCSP) (20 oct. 2011) :

## Espèces aux noms synonymes, obsolètes et leurs taxons de référence
Selon la nomenclature de World Checklist of Selected Plant Families (WCSP) (20 oct. 2011) :

## Distribution
Le genre Elettariopsis compte presque une douzaine d'espèces en Asie du Sud-Est.

## Utilisation
Les huiles essentielles issues de plusieurs espèces d'Elettariopsis ont des propriétés antioxydantes et bactéricides.